# Prevrać
Prevrać (Prevrač) je naseljeno mjesto u općini Foči, Republika Srpska, BiH. Nalazi se desno od rijeke Drine.
Godine 1952. pripojeno mu je naselje Zlatari (Sl. list NRBiH br. 11/52).

## Stanovništvo
| Narod     | Popis 1961. | Popis 1971. | Popis 1981. | Popis 1991. |
| --------- | ----------- | ----------- | ----------- | ----------- |
| Hrvati    |             |             |             |             |
| Muslimani |             |             | 84          | 22          |
| Srbi      | 236         | 240         | 313         | 383         |
| ostali    |             | 6           | 5           | 21          |
| Ukupno    | 236         | 246         | 402         | 426         |